# Mulchsaat

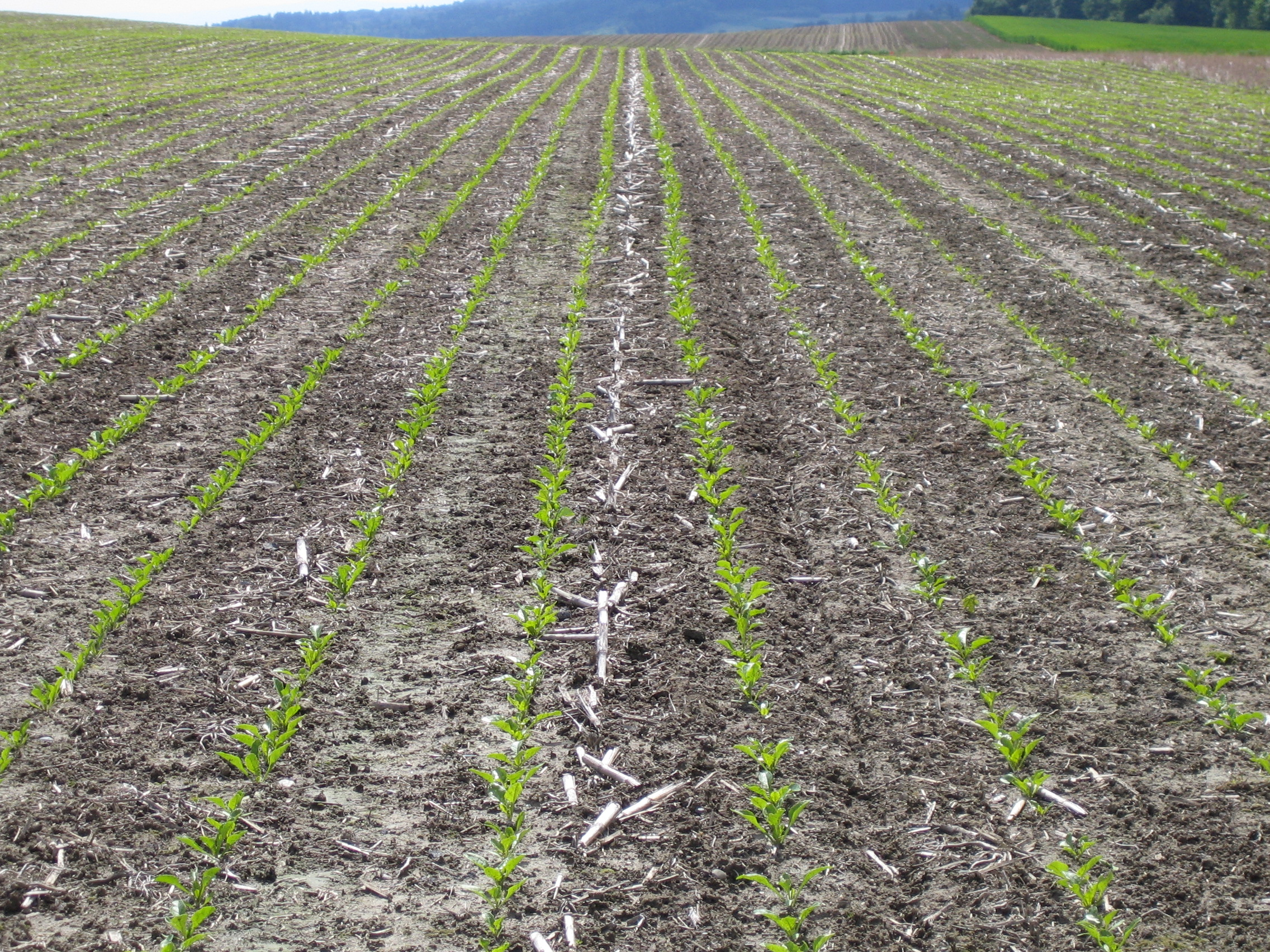
Mulchsaat von Zuckerrüben

Unter Mulchsaat versteht man ein pflugloses Saatverfahren, bei dem die Pflanzenreste einer Zwischenfrucht oder das Stroh der Vorfrucht vor und nach der Neuaussaat die Bodenoberfläche bedecken und diese dadurch vor Bodenerosion und Verschlämmung schützt. Erfolgt die Mulchsaat ohne Bodenbearbeitung, wird dieses Verfahren der Direktsaat zugeordnet (zero till / no till). Ansonsten findet eine konservierende Bodenbearbeitung statt, die ein einfaches Saatbett herstellt und lediglich die Saattiefe betrifft oder die Bodenbearbeitung auf einen schmalen Lockerungsstreifen um die Säschare beschränkt.
Es wird zwischen Strohmulch und Zwischenfruchtmulch unterschieden. Beim Strohmulch wird das Stroh der Vorfrucht als Mulchmaterial genutzt, während bei Zwischenfruchtmulch die Rückstände der Zwischenfrucht als Mulchmaterial dienen. Es ist des Weiteren zwischen Mulchsaat mit und ohne Saatbettbereitung bzw. Bodenbearbeitung zu unterscheiden.
Mulchsaat ohne Bodenbearbeitung bietet zwar den höchsten Beitrag zu Erosionsschutz und stabiler Bodenstruktur, stellt allerdings die höchsten Anforderungen an das pflanzenbauliche Management, insbesondere bei den Themen Fruchtfolge und Unkrautregulierung (siehe Direktsaat). Die langsamere Bodenerwärmung im Frühjahr kann zu einer verzögerten Jugendentwicklung der Pflanzen führen. Zudem können mit der aktuell vorhandenen Technik noch nicht alle Nutzpflanzenarten völlig ohne Bodenbearbeitung angebaut werden. 
Mulchsaat mit Bodenbearbeitung  ist in Frühjahrskulturen sehr verbreitet. Zur Bodenbearbeitung beziehungsweise Saatbettbereitung werden dabei Kreiseleggen und Saatbettkombinationen verwendet, die nur die oberste Bodenschicht bearbeiten (Minimale Bodenbearbeitung / Minimum Tillage).

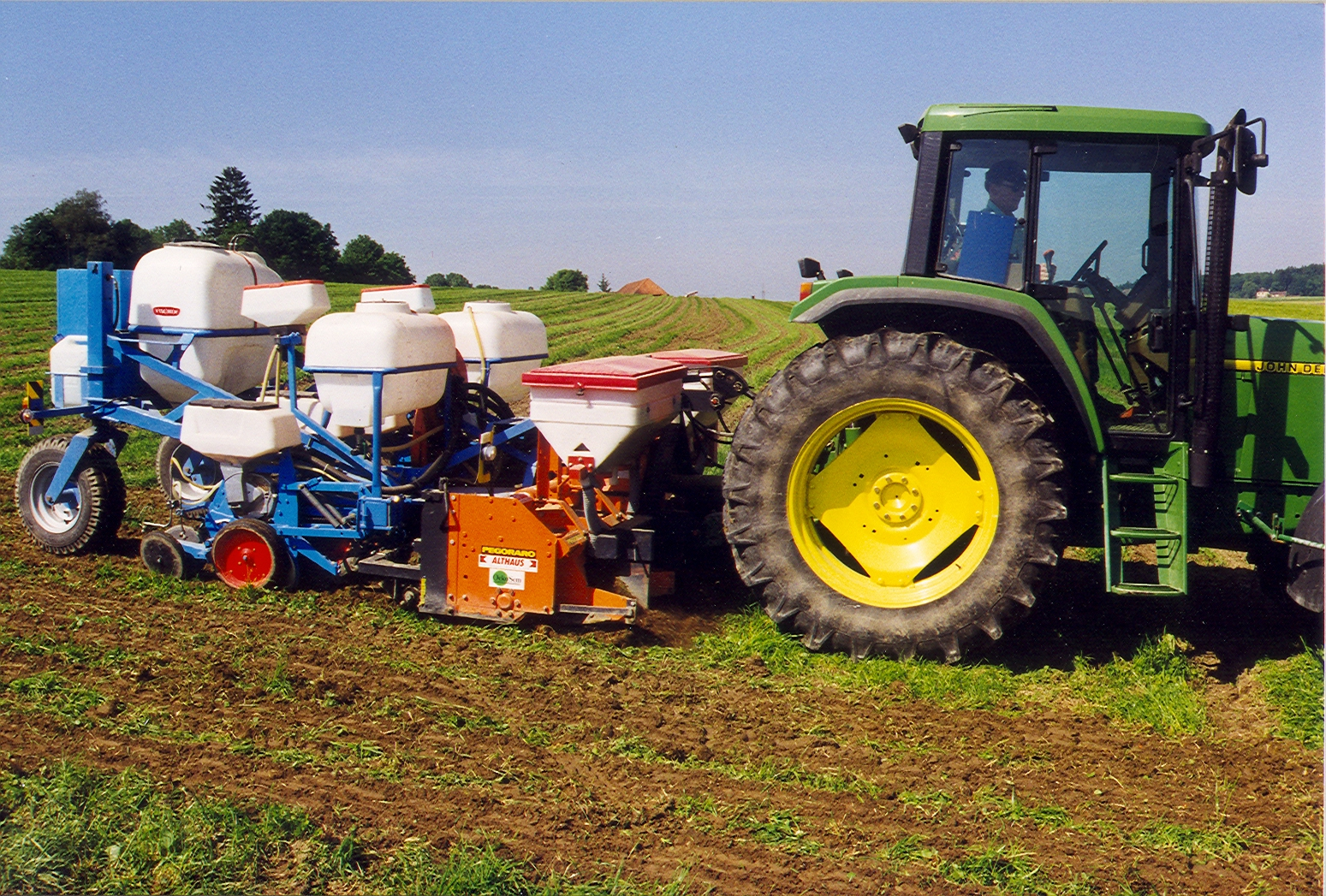
Für die Streifenfrässaat angepasste Maschinen

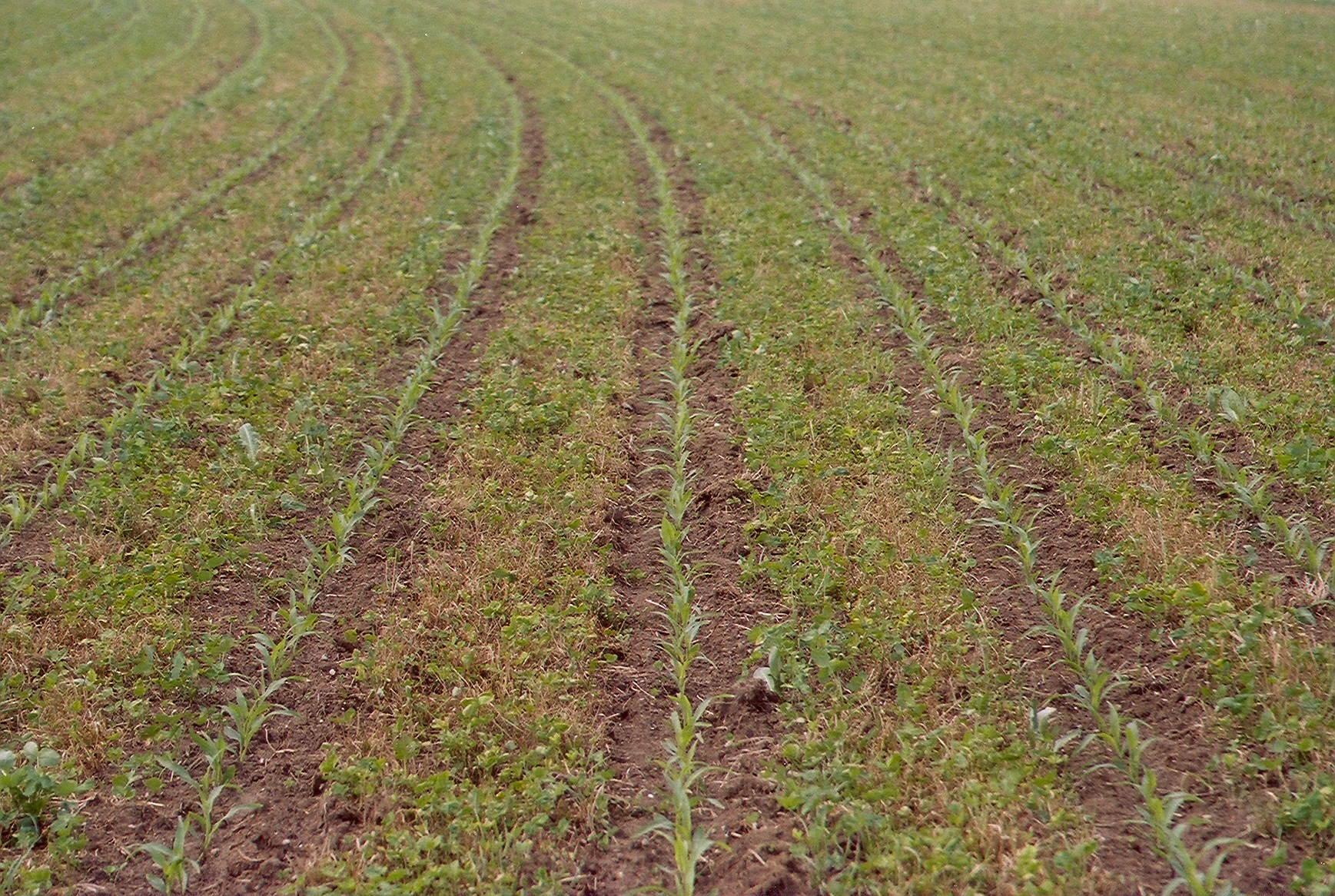
Streifenfrässaat

Wird lediglich ein schmaler Bodenstreifen um das Säschar bearbeitet, spricht man von Streifensaat, Streifenfrässaat oder Strip-Till.
Ein flacher Arbeitsgang ist meist ausreichend, um ein geeignetes Saatbett herzustellen. Auf kalten Böden kann eine solche Saatbettbereitung die Erwärmung des Bodens und damit auch den Feldaufgang und Jugendentwicklung von beispielsweise Mais und Zuckerrüben nachhaltig fördern und die Einzelkornsaat ermöglichen.